# 2458 Veniakaverin
2458 Veniakaverin eller 1977 RC7 är en asteroid i huvudbältet som upptäcktes den 11 september 1977 av den rysk-sovjetiske astronomen Nikolaj Tjernych vid Krims astrofysiska observatorium på Krim. Den har fått sitt namn efter Venjamin Kaverin.
Asteroiden har en diameter på ungefär 22 kilometer.